# スブロコテネント・ギクレスク (砲艦)
スブロコテネント・ギクレスク（ルーマニア語: Sublocotenent Ghiculescu）は対潜能力を有する、ルーマニアの砲艦。第一次世界大戦末にフランス海軍のディリジャント級通報艦として建造されたものを1920年に購入し、第二次世界大戦では潜水艦2隻、魚雷艇1隻を撃沈している。ソビエト連邦で1年間運用された後返却され、ルーマニア海軍で測量艦として2002年まで運用された。

## 建造と仕様
ディリジャント級通報艦としてブレスト造船所で建造、1917年に進水、1918年にミニョンヌ（Mignonne）として就役した。1920年1月、ルーマニアに売却された。排水量350t、長さ60.2m、全幅7m、吃水3.6m。機関としてスルザー製ディーゼルエンジン2機を備え、2軸推進で15ノットの速力を発揮した。航続距離は10ノットで3000海里、乗員は50名。100mm砲2門と爆雷投射機2基が武装として設けられた。

## 第二次世界大戦
第二次世界大戦期には100mm砲は88mm両用砲、37mm対空砲、20mm対空機銃に改装された。
黒海で17回の枢軸国船団の護衛任務を果たした。
1942年10月1日、ソビエトのM型潜水艦M-118により2,000名のソビエト軍捕虜を輸送中のドイツ輸送船ザルツブルクが攻撃され、沈没した。M-118は攻撃後、ドイツの飛行艇BV 138Cにより発見され、スブロコテネント・ギクレスクは僚艦スティーヒ・エウヂェン（Stihi Eugen）とともに発見海域へ向かった。両艦は爆雷でM-118を攻撃し、これを撃沈した。
1944年4月18日、クリミア半島からの撤退戦の間に、ドイツ駆潜艇UJ-104と共同でソビエトのL型潜水艦L-6を、セヴァストポリ近海で撃沈した。
4月27日夜、船団護衛中のスブロコテネント・ギクレスク、ドイツ駆潜艇UJ-115、Rボート1隻、KFK軍用トローラー2隻、ルーマニア海軍のPTA-404とPTA-406を含むMFP揚陸艇19隻は、ソビエトの3隻のG-5型魚雷艇TKA-332、TKA-343、TKA-344と遭遇した。この3隻はドイツ駆潜艇UJ-104を攻撃し、損害を与えた後であった。スブロコテネント・ギクレスクは88mm砲より曳光弾を発射し、僚艦が他の2隻を発見し攻撃することを可能とした。TKA-332は、砲撃により沈没した。
1944年9月にソビエト連邦に鹵獲され、アンガラ（Ангара、Angara）と命名され、運用された。1945年10月にルーマニアに返還された後、測量艦として2002年まで運用された。